# Língua tocho
Tocho (Tacho) é uma língua Talodi da família das línguas nigero-congolesas falada no Cordofão, Sudão.